# Râul Scovarda
Râul Scovarda este un curs de apă, afluent al râului Groapa Seacă. 

## Hărți
- Harta județului Hunedoara
- Harta munților Parâng [nefuncțională – arhivă]